# Alicia Arellano Tapia
Alicia Arellano Tapia (Magdalena de Kino, Sonora, 7 de julio de 1925 -Hermosillo, Sonora, 18 de abril de 2021) fue una política mexicana de origen sonorense. 10 años después de que se aprobara el sufragio femenino en México, y junto a María Lavalle Urbina, fue una de las dos primeras mujeres en integrarse, por elección popular, a la Cámara de Senadores de México. Además, fue la primera presidente municipal electa en Sonora por el municipio de Magdalena de Kino, y la primera diputada federal representando a dicho estado. 

## Trayectoria
Se graduó como odontóloga en la Facultad de Odontología de Guadalajara, Jalisco, el 23 de diciembre de 1948y como licenciada en Derecho en la Universidad Nacional Autónoma de México, en 1971.
La mayor parte de su vida ejerció una carrera en la política como militante del Partido Revolucionario Institucional (PRI). 
Figura entre las primeras mexicanas en ser postuladas y ganar cargos de elección popular en el país, como resultado de las reformas constitucionales del 17 de octubre de 1953, en las que se reconoció el derecho de las mujeres a votar y ser votadas a nivel nacional.
En 1961 se convirtió en la primera mujer sonorense en ser diputada federal, integrando la XLV Legislatura del Congreso de la Unión, representando al Distrito 02, con cabecera en Nogales, Sonora. Su suplente fue Jorge Flores Valdés.
Fue una de las dos primeras mujeres en la historia de México en llegar a la Cámara de Senadores, junto a María Lavalle Urbina, integrando las Legislaturas XLVI (1964-1967) y XLVII (1967-1970)
En 1972, fue una de las dos primeras mujeres en ser electas como presidentes municipales en Sonora, ella en su natal Magdalena de Kino, e Irene Ortiz en el municipio de Tubutama.
En 1979, volvió a ser electa para este mismo cargo, pero ahora en el municipio de Hermosillo, siendo la primera presidente municipal de la capital del estado.

## Como legisladora
Logró la instalación de 52 planteles educativos en Sonora, entre preescolar y educación primaria. Entre sus gestiones, promovió ante el presidente Gustavo Díaz Ordaz el primer sistema de clasificación de carnes del país.

## Presidencia municipal de Magdalena de Kino
El 21 de octubre de 1974, fue anfitriona de la reunión bilateral que sostuvieron en Magdalena de Kino los presidentes Gerald Ford, de Estados Unidos, y Luis Echeverría, de México, con el objetivo de respaldar la Carta de Deberes y Derechos Económicos de los Estados, a la que también asistió el gobernador de Sonora Carlos Armando Biebrich.
En la librería-museo Gerald R. Ford, está resguardado el registro fotográfico y los obsequios oficiales intercambiados en esa visita.
Durante su gobierno, se enfocó a fortalecer la seguridad pública, además de gestionar recursos federales para mejorar la electrificación del municipio y la instalación de la escuela preparatoria.

## Presidencia municipal de Hermosillo
Por gestiones ante el presidente José López Portillo, consiguió los recursos para la modernización de la entrada norte de Hermosillo, hasta donde se ubica el Tecnológico de Monterrey, además del acceso al aeropuerto internacional del municipio.
En su administración, se emprendió un programa intenso de pavimentación en la ciudad, que comprendió las colonias más grandes, como Olivares, Balderrama y Choyal, entre otras. Se abrieron los nuevos asentamientos urbanos Lomas de Madrid, Jacinto López, Carmen Serdán y una parte de la Ley 57.
También consiguió recursos para la construcción de tres plantas potabilizadoras de agua y la instalación del Rastro TIF, que en su momento fue el único con certificación “Tipo Inspección Federal”.Durante su gestión, logró que se reconociera a Hermosillo como la Ciudad Más Limpia de México.
Al término de su administración, buscó ser postulada a la gubernatura de Sonora, candidatura que recayó en Samuel Ocaña García. Con esto dio por terminada su carrera activa dentro de la política.

## Reconocimientos
Al conmemorarse el 59° aniversario del sufragio femenino en México, el Senado de la República realizó una ceremonia y develó una placa con los nombres de Alicia Arellano y María Lavalle, las dos primeras senadoras mexicanas.
De manera paralela, el Comité Directivo Estatal del PRI le brindó un homenaje en reconocimiento a su trayectoria en la política nacional y como militante de ese partido.

## Vida personal
Nació en Magdalena de Kino, Sonora, el 7 de julio de 1925. Sus padres fueron el profesor Jesús Arellano Sánchez y la señora Virginia Tapia Valdez. Tuvo 17 hermanos. 
Se casó con el doctor Miguel Pavlovich Sugich, con quien procreó a sus dos hijas: Alicia y Claudia, quien fue la primera mujer que gobernó el estado de Sonora (2015 - 2021).
Falleció el 18 de abril de 2021 en Hermosillo, Sonora, a los 95 años.Tras su fallecimiento, el pleno del Senado guardó un minuto de silencio en su memoria y como homenaje a su trayectoria.
En 1973 fue la primera mujer de Sonora en ocupar el cargo de presidenta municipal en Magdalena de Kino, hasta 1976; y en 1979 repitió el cargo pero en Hermosillo, de 1979 a 1982. 